# مستشفى هوغو تشافيز للعيون (رام الله)
المستشفى الفلسطيني الفنزويلي للعيون ويُعرف أيضًا باسم مستشفى هوغو تشافيز للعيون هو مستشفى حكومي تخصصي لجراحة وطب العيون يتبع وزارة الصحة الفلسطينية، أقيم وسط الضفة الغربية في بلدة ترمسعيا بتمويل من الحكومة الفنزويلية.

## التسمية
جاءت تسمية المستشفى بهذا الاسم نسبةً إلى الرئيس الفنزويلي هوغو تشافيز، الذي كان من أبرز القادة السياسيين الذين تعاطفوا مع القضية الفلسطينية.

## التأسيس
في أكتوبر 2011، التقى رئيس السلطة الوطنية الفلسطينية محمود عباس الرئيس الفنزويلي هوجو شافيز والذي أعلن عن نيته بناء مشفًا في الأراضي الفلسطينية. وفي 21 مارس 2016، وضع حجر الأساس. وفي 2019 باشر العمل.

## الخدمات
يتكون مبنى المستشفى الذي تبلغ كلفته 15 مليون دولار من أربع طوابق بمساحة 7,300 مترًا على أرضٍ مساحتها نحو 15 دونمًا على أراض بلدة ترمسعيا شمال محافظة رام الله والبيرة، وهو من مبنيين منفصلين متصلين بواسطة ساحة مفتوحة دائرية وعلى شكل عين. يقدم المستشفى خدماته من خلال العيادات الخارجية، والطوارئ، والصيدلية، ومنامات للمرضى والعمليات الرئيسية والثانوية.
عام 2023، وبعد اعتداءات المستوطنين الإسرائيليين على قرية ترمسعيا وقتلهم شابًا فلسطينيًا، افتتحت وزارة الصحة قسمًا للطوارئ في المستشفى المخصص للعيون. استمر بالعمل حتى بدء تشغيل مركز سلواد للطوارئ والولادة الآمنة عام 2024.

## أحداث
- في 2020، قررت وزارة الصحة الفلسطينية تحويل استخدام المستشفى الفلسطيني الفنزويلي للعيون «هوغو تشافيز» مؤقتًا إلى مركز لعلاج حالات مرض فيروس كورونا 2019 في وسط الضفة الغربية.[7]
- في 27 نوفمبر 2020، اقتحم جنود من جيش الاحتلال الإسرائيلي ساحات المستشفى خلال حملة اعتقالات بالمنطقة.[8]

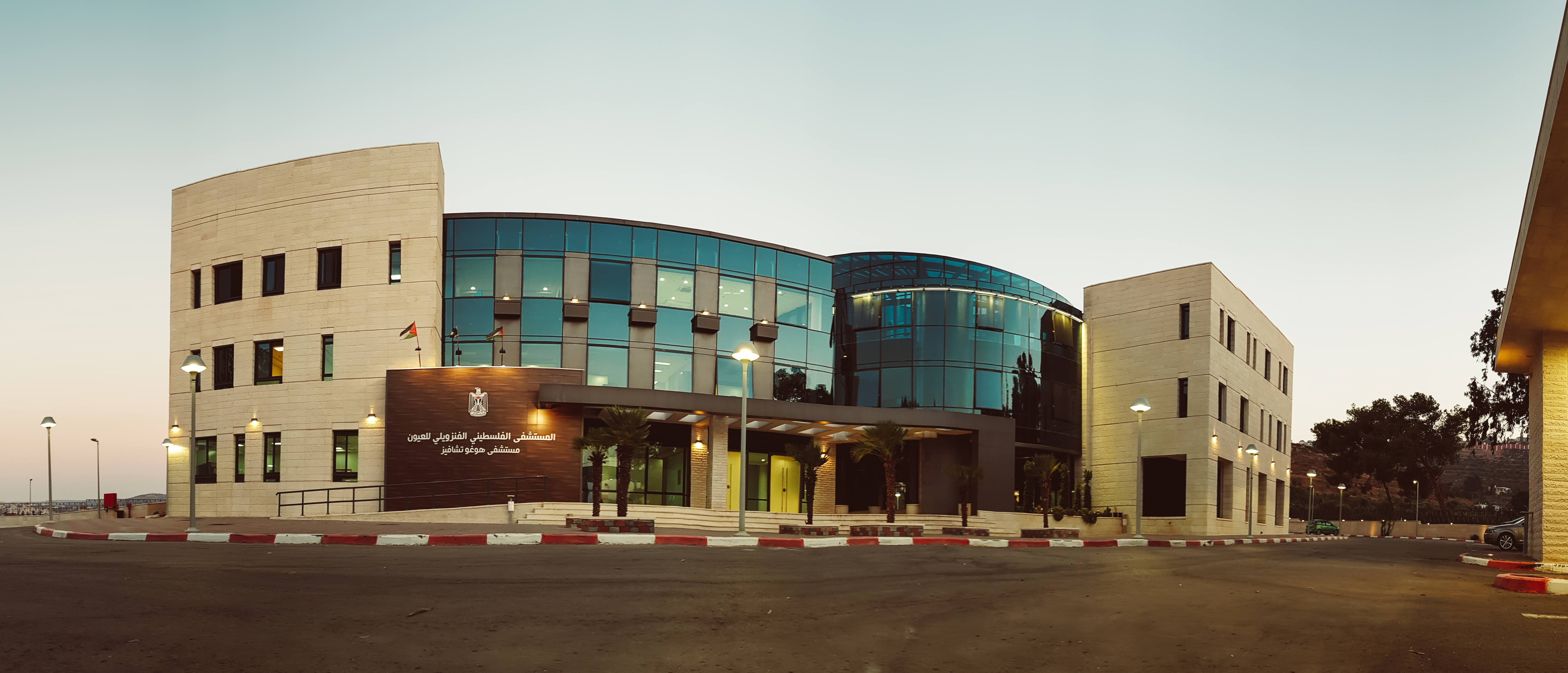
مستشفى هوغو تشافيز في 3 أغسطس 2020، وهو يُستخدم مركزًا لعلاج حالات مرض فيروس كورونا في فلسطين

- 13 نوفمبر 2024: اقتحمت قوات من جيش الاحتلال الإسرائيلي المستشفى، وأجرت تحقيقات ميدانية مع العاملين فيه.[9]
- 15 ديسمبر 2024: افتتح رئيس الوزراء الفلسطيني محمد مصطفى محطةً للطاقة الشمسية في المستشفى بقدرة 175 كيلو واط في وقت الذروة.[10]

## وصلات خارجية
- مشفـى هوغو تشافيز للعيون يتحول لمركز رعاية مصابي «كورونا»